# Jamestown (Észak-Dakota)
Jamestown település az Amerikai Egyesült Államok Észak-Dakota államában, Stutsman megyében, melynek megyeszékhelye is. Lakosainak száma 15 849 fő (2020. április 1.).

## Népesség
A település népességének változása:

| 2010 | 15 427 |
| 2020 | 15 849 |